# Augustus G. Paine, Jr.
Augustus Gibson Paine, Jr. (* 19. Oktober 1866; † 23. Oktober 1947) war ein US-amerikanischer Papierhersteller und Bankier.

## Leben
Als Sohn von Augustus G. Paine, Sr. (1839–1915) und Charlotte M. Bedell Paine (1840–1929) wurde er in New York City geboren. Er erhielt eine private Ausbildung in den Vereinigten Staaten und Europa.
In seiner beruflichen Karriere wurde er Präsident der New York und Pennsylvania Company, die ihren Sitz an 230 Park Avenue hat. Die New York und Pennsylvania Company war einer der führenden Papierhersteller im Land und ein wichtiger Lieferant der Curtis Publishing Company, Herausgeber von Zeitschriften wie das Ladies’ Home Journal, The Saturday Evening Post und andere. Er starb im Alter von 81 Jahren in seinem Haus an der 31 East 69th Street nach langer Krankheit, und wurde im Woodlawn Cemetery in der Bronx beigesetzt.
Im Jahre 1888 heiratete er Maud Eustis Potts (* 3. April 1865; † 4. Juni 1919), die im Jahre 1913 von der Anglikanischen Kirche zum Katholizismus konvertierte. Gemeinsam hatten sie fünf Söhne:
1. Augustus Gibson Paine III;
2. George Eustis, der in den 1940er Jahren Vorsitzender des Verwaltungsrates der New York und Pennsylvania Company wurde;
3. Alexander Brooks;
4. Hugh Eustis;
5. Peter Standish, späterer Präsident der New York und Pennsylvania Company

Alle seine Söhne heirateten und hatten ihrerseits Kinder.
Vier Jahre nach dem Tod seiner ersten Frau heiratete er Francisca Machado Warren (* 3. April 1891; † 8. Februar 1981), Tochter von Minton und Salomé Machado Warren aus Cambridge, in der St. John’s Gedächtniskapelle in Cambridge. Gemeinsam hatten sie eine Tochter, Francisca Warren.
Minton Warren († 1907) war Latein-Professor an der Johns Hopkins und später Harvard University. Salomé Machado war kubanischer Abstammung.
Augustus G. Paine, Jr. war der Großvater der Schauspielerin Molly McGreevey.

## Bauaufträge

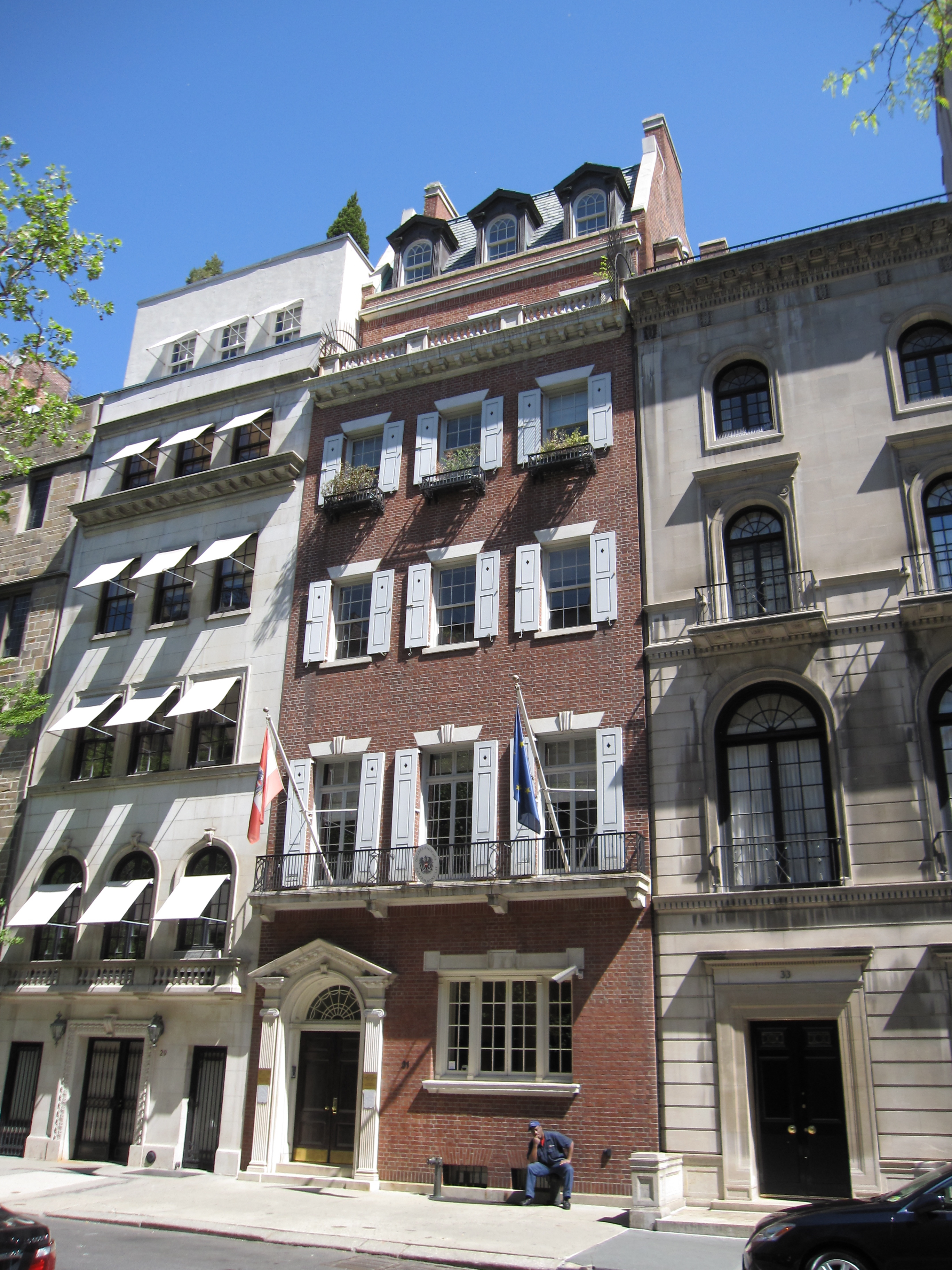
Residenz von Augustus G. Paine, Jr., seit den 1950er Jahren das österreichische Generalkonsulat in New York

Augustus G. Paine, Jr. beauftragte den Architekten C. P. H. Gilbert mit mehreren Bauprojekten. Gilbert baute in den Jahren 1917–1918 die Stadtresidenz von Paine in der Upper East Side von New York, an der 31 East 69th Street. Das Haus wurde nach dem Tode von Paine von seiner Witwe verkauft, 1952 erwarb der österreichische Staat das Haus und das Österreichische Generalkonsulat hat seitdem dort seinen Sitz. Paine hatte in Willsboro, New York seinen Zweitwohnsitz, da sich seine Papiermühle dort befand. Dort erhielt Gilbert weitere Aufträge, wie zum Beispiel die von Paine kontrollierte Bank in Essex County im Jahr 1921. Im Mai 1930 schenkte Paine, in Gedenken an seine Mutter eine ganze Bibliothek der Stadt Willsboro, mit einer Summe von $150.000. Sowohl die Bank als auch die Bibliothek wurden im Neoklassischen Stil von Gilbert erbaut.
Paine ließ zudem Flat Rock Camp, seine Sommerresidenz am Ufer vom Lake Champlain in Willsboro, für sich und seiner Familie erbauen.

## Ornithologe
Paine war ein begeisterter Hobby-Ornithologe. Gemeinsam mit Lewis B. Woodruff erstellte er im jungen Alter von 19 oder 20 eine Liste von Vögeln im Central Park, die über 100 Arten zählte. Diese war die erste offizielle, wissenschaftliche Liste der Vögel im Central Park und wurde im Forest and Stream am 10. Juni 1886 veröffentlicht. Ein Artikel im The New Yorker vom 26. August 1974 erwähnt diese Liste.
Seine Sammlung von rund 1.200 Vogelexemplaren wurde später von seiner Familie dem American Museum of Natural History unter dem Namen „Paine-Jordan Vogel-Sammlung“ geschenkt. Eine Kopie des Originalkatalogs und Dokumente im Zusammenhang der Sammlung wurden dem Museumsarchiv übergeben.

## Einzelnachweise

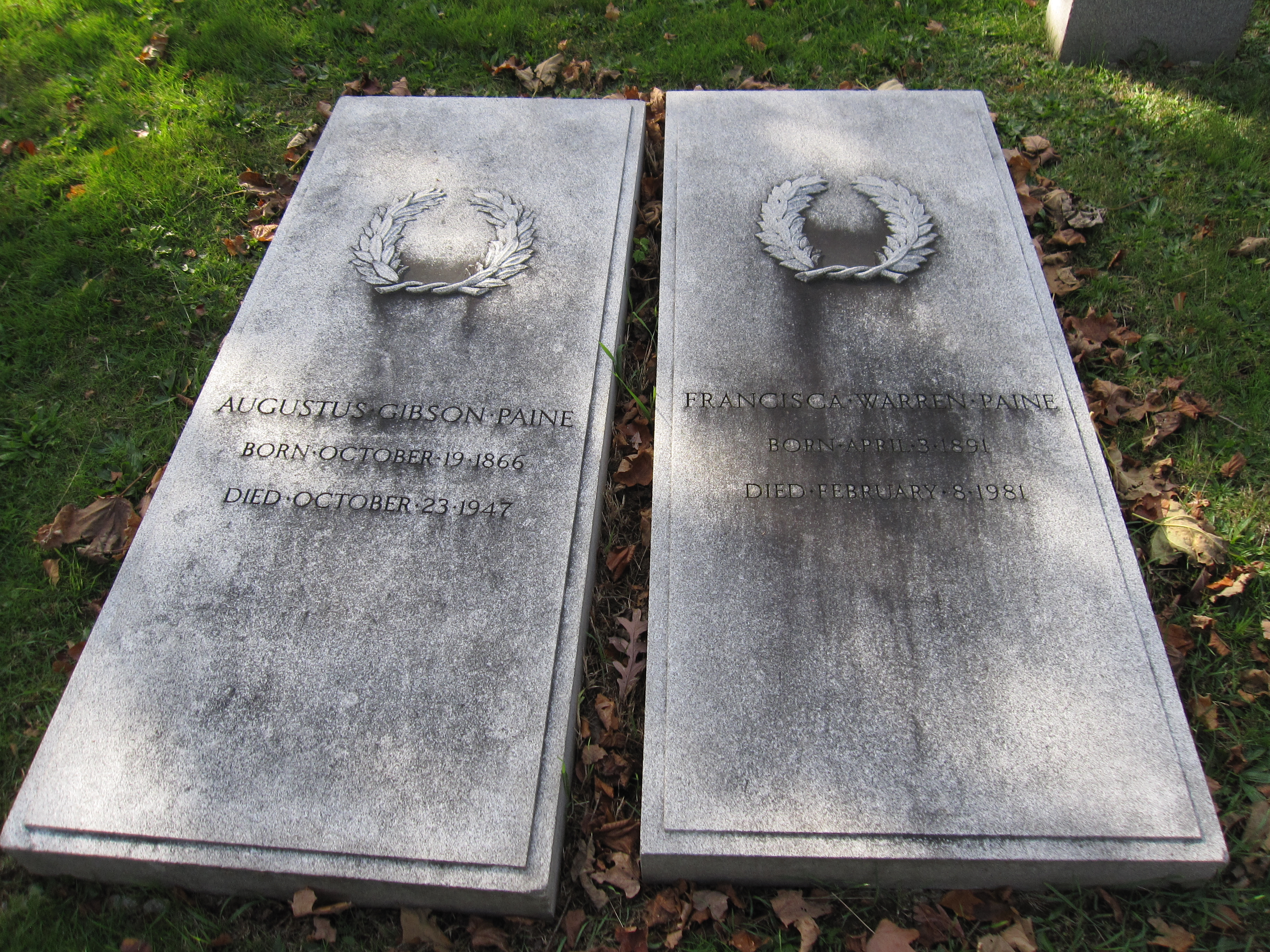
Grabmal von Augustus G. Paine, Jr. und seiner zweiten Frau Francisca Warren im Woodlawn Friedhof in der Bronx